# Borja Lázaro
Luis Borja Lázaro Fernández (Madrid, España, 5 de abril de 1988) es un futbolista español que actualmente juega en el C.D. Cayón en Cantabria. 

## Trayectoria
Formado en la cantera del Club Atlético de Madrid, con diecinueve años se incorporó al Rangers F. C. para jugar en su equipo reserva durante una temporada. En agosto de 2008 fichó por el Real Sporting de Gijón "B" tras pasar por un período de prueba. Después de dos temporadas fichó por el Pontevedra C. F., equipo con el que rescindió su contrato en noviembre de 2010. Posteriormente, jugó en la Tercera División en el C. D. Puerta Bonita y la S. D. Noja, con el que consiguió el ascenso a Segunda División B en la campaña 2011-12. Su siguiente equipo fue el Ontinyent C. F., aunque abandonó el club en noviembre de 2012.
En enero de 2013 fichó por la U. B. Conquense y logró un nuevo ascenso a Segunda División B al final de la temporada. Continuó jugando en el equipo manchego en la categoría de bronce, donde anotó siete goles hasta que se acordó su traspaso a la U. D. Almería "B" en enero de 2014. En el filial almeriense terminó la campaña marcando otros siete tantos y, a continuación, se incorporó al C. D. Leganés, recién ascendido a la Segunda División.
Debutó en la categoría de plata en la primera jornada de la temporada 2014-15 durante un partido frente al Deportivo Alavés que finalizó 1-1. El 7 de septiembre anotó un hat-trick ante el R. C. D. Mallorca que permitió a su equipo sumar la primera victoria de la campaña al ganar el encuentro por 3-1.
En la temporada 2015-16 consiguió un ascenso a Primera División con el Leganés y marcó siete goles. El 16 de junio de 2016 fichó por la S. D. Huesca. De cara a la temporada 2017-18 se incorporó a la A. D. Alcorcón hasta que en enero de 2018 fue cedido al Real Racing Club de Santander. Marcó su primer gol con el equipo cántabro en el partido de su debut, que terminó con una derrota por 1-2 frente al Sporting "B". El 12 de julio rescindió su contrato con el Alcorcón y el 1 de agosto se confirmó su fichaje por el C. F. Fuenlabrada.
En enero de 2020 en el mercado invernal fichó por el Algeciras C. F. de la Segunda B.
En octubre de 2020 fichó por el Club Atlético de Pinto, de la Tercera División.
En la temporada 2021-22, firma por el Club Deportivo Cayón de la Segunda División RFEF.
En la temporada 2022-23, firma por el Club Deportivo Estepona Fútbol Senior de la Segunda División RFEF.

## Clubes
| Club                                  | País    | Año       |
| ------------------------------------- | ------- | --------- |
| Rangers F. C.                         | Escocia | 2007-2008 |
| Real Sporting de Gijón "B"            | España  | 2008-2010 |
| Pontevedra C. F.                      | España  | 2010      |
| C. D. Puerta Bonita                   | España  | 2011      |
| S. D. Noja                            | España  | 2011-2012 |
| Ontinyent C. F.                       | España  | 2012      |
| U. B. Conquense                       | España  | 2013-2014 |
| U. D. Almería "B"                     | España  | 2014      |
| C. D. Leganés                         | España  | 2014-2016 |
| S. D. Huesca                          | España  | 2016-2017 |
| A. D. Alcorcón                        | España  | 2017-2018 |
| Real Racing Club de Santander         | España  | 2018      |
| C. F. Fuenlabrada                     | España  | 2018-2020 |
| Algeciras C. F.                       | España  | 2020      |
| C. Atlético de Pinto                  | España  | 2020-2021 |
| Club Deportivo Cayón                  | España  | 2021-2022 |
| Club Deportivo Estepona Fútbol Senior | España  | 2022-     |